# Isla El Valle
Isla El Valle är en ö i Mexiko. Den ligger i delstaten Tamaulipas, i den nordöstra delen av landet. Arean är 0,13 kvadratkilometer.